# ラース・ロッケ・ラスムセン
ラース・ロッケ・ラスムセン（Lars Løkke Rasmussen [lɑːs ˈløɡ̊ə ˈʁɑsmusn̩] ( 音声ファイル)、1964年5月15日 - ）は、デンマークの政治家。同国外相（2022年12月 - ）。
首相や内務・保健大臣、財務大臣、またヴェンスタ党首などを歴任した。

## 来歴
1994年9月21日にデンマーク議会議員に初当選、ヴェンスタ（自由党）が政権を社会民主党から奪取した2001年11月27日よりアナス・フォー・ラスムセン首相の下で内務相・保健相を、2007年11月23日に発足した第3次A・F・ラスムセン内閣で財務相に就任、党職ではヴェンスタ副党首に就任した。
2009年4月4日にアナス・フォーがNATO（北大西洋条約機構）事務総長に選出されたことから、翌5日に指名を受けて首相に就任し、これに伴い7日に財務大臣を退いた。アナス・フォーは同時に与党ヴェンスタ党首も辞職したので、党首にも就任した。
2011年9月15日に執行された総選挙でヴェンスタは第1党の座こそ維持したものの、中道右派グループとして連立政権を構成する他の政党が伸び悩み、過半数を維持できず、社会民主党を中心とする中道左派グループに敗北、16日に内閣総辞職した。
2015年6月18日に執行された総選挙でヴェンスタは第3党に転落したものの、中道右派グループが過半数を獲得し、社会民主党を中心とする中道左派グループに勝利、連立交渉を開始した。しかし、連立交渉は折り合わずヴェンスタ単独となる内閣で28日に首相に就任した。
2019年6月5日の総選挙では、ヴェンスタは前回選挙より得票率を伸ばしたものの、中道左派陣営が過半数の96議席を獲得し政権交代を許した。
2019年8月にヴェンスタ党首を辞任し、2021年に同党を離党。新たに穏健党 (Moderaterne) を立ち上げた。2022年の総選挙では、ブロック政治を終わらせるとした選挙運動が功を奏し、16議席を獲得。メッテ・フレデリクセン内閣の外相に就任した。
- 米国のバラク・オバマ大統領、ミシェル・オバマと（2009年9月23日）
- 韓国の李明博大統領と（2009年9月24日）
- 左からアイスランドのヨハンナ・シグルザルドッティル首相、スウェーデンのモード・オロフソン産業・エネルギー大臣、ラスムセン（2009年10月27日）

## ラスムセン首相
元首相のポール・ラスムセン、前任の首相のアナス・フォー・ラスムセンと苗字は同じだが、血縁関係は全く無い。これによりデンマークでは同じ苗字の首相が1993年から2011年まで18年も続いた。デンマークのマスコミは間違いを避けるため、前任の首相のことを「アナス・フォー」、ラースのことを「ラース・ロッケ」と呼ぶことが多い。なお、日本の外務省はウェブ上などでルッケ・ラスムセンと表記している。